# Moteur piézoélectrique
 (mars 2016).

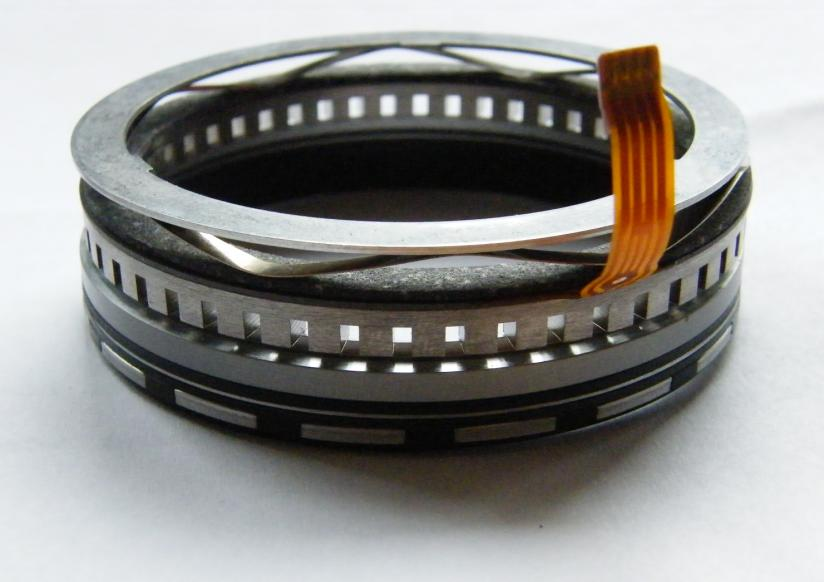
Un moteur piézoélectrique (de type moteur ultrasonique) dans un objectif autofocus d'appareil photographique. De haut en bas on distingue : le rotor ; le stator, ondulé et fait de matériau piézoélectrique ; la base et le ruban d'alimentation électrique.

Un moteur piézoélectrique, ou piézomoteur, est un moteur électrique qui utilise les propriétés des matériaux piézoélectriques pour produire un mouvement.

## Description
Les matériaux piézoélectriques peuvent vibrer quand on leur applique un courant. Cette propriété peut être exploitée pour produire un mouvement de différentes façons.
Le moteur d'un objectif autofocus d'appareil photographique (voir photographie) fonctionne par excitation d'un mode de vibration, qui produit une vague, et le rotor se déplace sur cette vague. Le mode de vibration détermine le sens de la vague, vers la droite ou vers la gauche. Les vibrations produisent un bruit inaudible (il est de fréquence trop élevée, et, au surplus, de puissance très faible).
Ce type de moteur ne produit pas de perturbation électromagnétique, est très silencieux, permet de contrôler précisément la position d'une pièce et a un temps de réaction très bref. Il a un couple élevé et une puissance volumique et massique importante, et est très fiable de par sa simplicité. Il peut être très petit (quelques millimètres). Toutefois, les matériaux piézoélectriques ne convertissent qu'une faible fraction de la puissance électrique en vibration, la plus grande partie étant convertie en chaleur par effet Joule (d'où des problèmes de refroidissement, sauf à faible puissance du moteur). De plus, les vibrations produisent des frottements et une usure des pièces pendant le mouvement. Ce type de moteur à donc un rendement faible et une durée de vie limitée, qui le cantonnent à des applications de niche et de faible puissance (jusqu'à une dizaine de watts), comme la microrobotique.